# Verbandsgemeinde Flammersfeld
Die Verbandsgemeinde Flammersfeld war eine Gebietskörperschaft im Landkreis Altenkirchen (Westerwald) in Rheinland-Pfalz. Der Verbandsgemeinde gehörten 26 eigenständige Ortsgemeinden an, der Verwaltungssitz war in der namensgebenden Gemeinde Flammersfeld. 
Die Verbandsgemeinde war 1968 im Zuge der ersten rheinland-pfälzischen Gebietsreform aus dem früheren Amt Flammersfeld hervorgegangen. 
Zum 1. Januar 2020 erfolgte die Fusion mit der Verbandsgemeinde Altenkirchen zur Verbandsgemeinde Altenkirchen-Flammersfeld.

## Verbandsangehörige Gemeinden
| Ortsgemeinde                  | Fläche (km²) | Einwohner |
| ----------------------------- | ------------ | --------- |
| Berzhausen                    | 2,37         | 204       |
| Bürdenbach                    | 2,80         | 587       |
| Burglahr                      | 2,87         | 496       |
| Eichen                        | 4,27         | 544       |
| Eulenberg                     | 1,16         | 48        |
| Flammersfeld                  | 4,06         | 1.356     |
| Giershausen                   | 2,11         | 112       |
| Güllesheim                    | 2,20         | 726       |
| Horhausen (Westerwald)        | 4,72         | 2.026     |
| Kescheid                      | 4,82         | 119       |
| Krunkel                       | 2,81         | 617       |
| Niedersteinebach              | 0,79         | 216       |
| Oberlahr                      | 2,82         | 750       |
| Obernau                       | 1,48         | 187       |
| Obersteinebach                | 3,33         | 245       |
| Orfgen                        | 3,74         | 236       |
| Peterslahr                    | 2,31         | 293       |
| Pleckhausen                   | 1,99         | 821       |
| Reiferscheid                  | 2,13         | 430       |
| Rott                          | 9,79         | 371       |
| Schürdt                       | 2,01         | 257       |
| Seelbach (Westerwald)         | 2,99         | 294       |
| Seifen                        | 2,95         | 119       |
| Walterschen                   | 2,12         | 140       |
| Willroth                      | 1,97         | 859       |
| Ziegenhain                    | 0,71         | 150       |
| Verbandsgemeinde Flammersfeld | 75,34        | 12.203    |

Stand der Einwohnerzahlen: 31. Dezember 2019 (Statistisches Landesamt Rheinland-Pfalz)

## Bevölkerungsentwicklung
Entwicklung der Einwohnerzahlen, bezogen auf das Gebiet der Verbandsgemeinde Flammersfeld; die Werte von 1871 bis 1987 beruhen auf Volkszählungen:

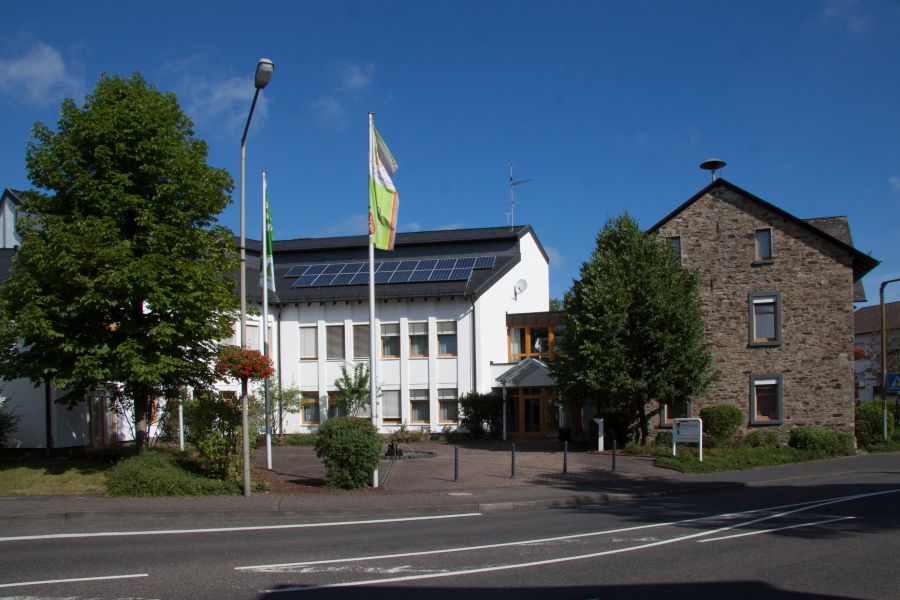
Verwaltungsgebäude der Verbandsgemeinde Flammersfeld

| Jahr | Einwohner |
| 1815 | 3.235     |
| 1835 | 4.220     |
| 1871 | 5.183     |
| 1905 | 5.802     |
| 1939 | 6.377     |
| 1950 | 7.439     |

| Jahr | Einwohner |
| 1961 | 7.799     |
| 1970 | 8.610     |
| 1987 | 9.376     |
| 1997 | 11.442    |
| 2005 | 11.964    |

## Politik

### Verbandsgemeinderat
Aufgrund der Fusion der Verbandsgemeinden Altenkirchen (Westerwald) und Flammersfeld zum 1. Januar 2020 wurde bei der Kommunalwahl am 26. Mai 2019 bereits in Neustruktur gewählt (siehe: Ergebnis). Die Amtszeit der bisherigen Verbandsgemeinderäte wurde per Landesgesetz bis zum 31. Dezember 2019 verlängert. Der somit für das gesamte Kalenderjahr 2019 noch amtierende Verbandsgemeinderat Flammersfeld bestand aus 28 ehrenamtlichen Ratsmitgliedern, die bei der Kommunalwahl am 25. Mai 2014 in einer personalisierten Verhältniswahl gewählt wurden, und dem hauptamtlichen Bürgermeister als Vorsitzendem.
Die Sitzverteilung im früheren Verbandsgemeinderat:
| Wahl | SPD | CDU | GRÜNE | FDP | WGR | Gesamt   |
| ---- | --- | --- | ----- | --- | --- | -------- |
| 2014 | 8   | 15  | 2     | 1   | 2   | 28 Sitze |
| 2009 | 7   | 15  | 2     | 2   | 2   | 28 Sitze |
| 2004 | 7   | 17  | 2     | 2   | –   | 28 Sitze |

### Bürgermeister
Ottmar Fuchs (parteilos) wurde am 1. Januar 2015 Bürgermeister der Verbandsgemeinde Flammersfeld. Bei der Direktwahl am 25. Mai 2014 war er mit einem Stimmenanteil von 60,94 % für ursprünglich acht Jahre in dieses Amt gewählt worden. Seine Amtszeit endete wegen der Fusion der Verbandsgemeinden Altenkirchen und Flammersfeld per Landesgesetz vorzeitig am 31. Dezember 2019. Zeitgleich wurde Fuchs in den einstweiligen Ruhestand versetzt.
Erster direkt gewählter Bürgermeister war von 1999 bis 2014 Josef Zolk (CDU).

### Wahlkreise
Bei Landtagswahlen gehörten die der Verbandsgemeinde Flammersfeld angehörenden Gemeinden zum Wahlkreis 02-Altenkirchen, bei Bundestagswahlen zum Wahlkreis 198-Neuwied.